# Расин (округ)
Округ Расин (англ. Racine County) располагается в штате Висконсин, США. Официально образован в 1836 году. По состоянию на 2010 год, численность населения составляла 195 408 человек.

## География
По данным Бюро переписи США, общая площадь округа равняется 2051,282 км2, из которых 862,471 км2 суша и 1191,401 км2 или 58,000 % это водоемы.

## Население
По данным переписи населения 2000 года в округе проживает 188 831 жителей в составе 70 819 домашних хозяйств и 49 856 семей. Плотность населения составляет 219,00 человек на км2. На территории округа насчитывается 74 718 жилых строений, при плотности застройки около 87,00-ми строений на км2. Расовый состав населения: белые — 83,04 %, афроамериканцы — 10,47 %, коренные американцы (индейцы) — 0,36 %, азиаты — 0,72 %, гавайцы — 0,04 %, представители других рас — 3,69 %, представители двух или более рас — 1,67 %. Испаноязычные составляли 7,94 % населения независимо от расы.
В составе 34,50 % из общего числа домашних хозяйств проживают дети в возрасте до 18 лет, 54,00 % домашних хозяйств представляют собой супружеские пары проживающие вместе, 12,30 % домашних хозяйств представляют собой одиноких женщин без супруга, 29,60 % домашних хозяйств не имеют отношения к семьям, 24,50 % домашних хозяйств состоят из одного человека, 9,20 % домашних хозяйств состоят из престарелых (65 лет и старше), проживающих в одиночестве. Средний размер домашнего хозяйства составляет 2,59 человека, и средний размер семьи 3,09 человека.
Возрастной состав округа: 27,00 % моложе 18 лет, 8,30 % от 18 до 24, 29,90 % от 25 до 44, 22,50 % от 45 до 64 и 22,50 % от 65 и старше. Средний возраст жителя округа 36 лет. На каждые 100 женщин приходится 98,00 мужчин. На каждые 100 женщин старше 18 лет приходится 95,50 мужчин.